# Герб Дальнереченска
Герб Дальнереченского городского округа Приморского края Российской Федерации — представительский, опознавательный знак, соответствующий традициям геральдики и отражающий исторические, культурные, социально-экономические, национальные и иные местные традиции.
Герб города утверждён решением № 102 Думы Дальнереченского городского округа 29 июля 2008 года.
Герб внесён в Государственный геральдический регистр Российской Федерации с присвоением регистрационного номера 4227.

## Описание герба
«В серебряном поле лазоревый опрокинутый вилообразный крест, поверх всего золотой сидящий орлан (беркут) с чёрными клювом и когтями».

## Описание символики
Рисунок герба Дальнереченского городского округа в лаконичной и символичной форме выражает природно-географическое положение Дальнереченского городского округа.
Цвет поля щита — серебро (белый цвет) — олицетворяет сохраняющуюся чистоту природного пространства долин, где расположен Дальнереченский городской округ.
Геральдическая фигура — вилообразный лазоревый крест отображает символическое обозначение слияния трех рек — Уссури, Большая Уссурка и Малиновка.
Негеральдическая фигура — золотое стилизованное изображение орлана (беркута). Красивая гордая птица стоит, цепко опираясь на когти, тем самым символизируя прочность жизни людей на земле Дальнереченского городского округа. Зоркий взгляд птицы олицетворяет пограничный характер округа, надежность охраняемой границы.

## История герба
В 1992 году офицером дальневосточником Александром Кузьменко и подмосковным геральдистом К. Ф. Мочёновым был составлен проект герба города Дальнереченск. Проект герба выглядел следующим образом: «В зелёном щите лазуревая волнистая перевязь слева, поверх всего золотой тигр. Вверху надпись — Дальнереченск». По данному проекту был выпущен сувенирный геральдический значок «Приморской серии».
В 1994 году администрацией города был объявлен конкурс на лучший проект герба Дальнереченска. По результатам конкурса победителем был признан директор художественной школы А. Н. Сахно. В его проекте герба изображена белая цапля, стоящая на одной ноге, цвет щита — зелёный. В нижней трети щита — белая волнистая полоса. Зелёный цвет щита означает надежду переселенцев на лучшую жизнь, цапля — символ бдительности. Белая волнистая полоса в нижней трети щита символизирует старое название города Иман (Снежная река).
Проекты гербов официально не утверждались.